# Leonid Wjatscheslawowitsch Kurawljow

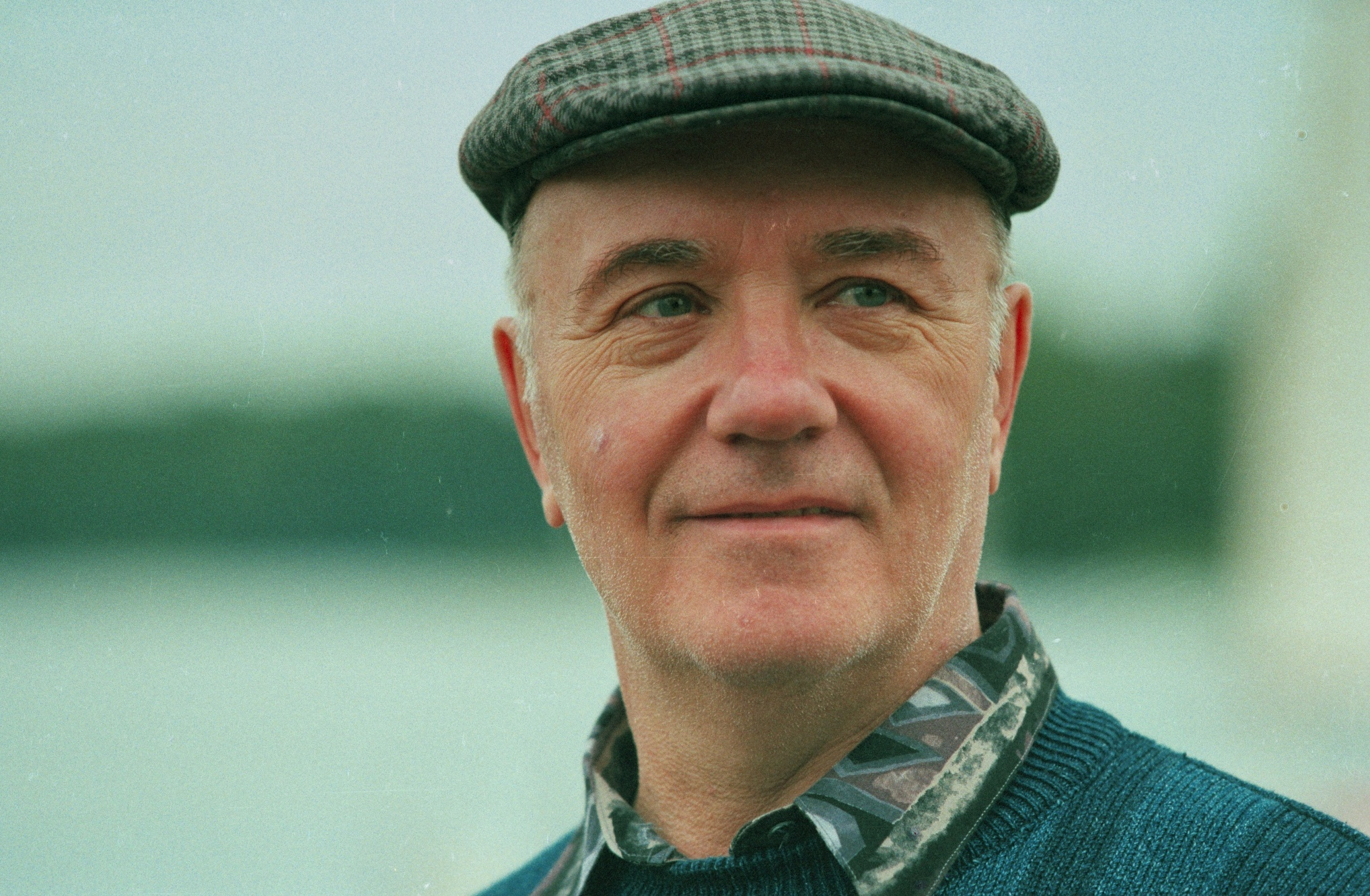
Leonid Wjatscheslawowitsch Kurawljow, 1997

Leonid Wjatscheslawowitsch Kurawljow (russisch Леонид Вячеславович Куравлёв; * 8. Oktober 1936 in Moskau; † 30. Januar 2022 ebenda) war ein sowjetischer und russischer Filmschauspieler.

## Leben
Leonid Kurawljow war der Sohn eines Schlossers und einer Friseuse. Seine Mutter wurde 1941 verleumdet und in das Gebiet Murmansk zwangsumgesiedelt, wo er nördlich des Polarkreises am Ufer des Imandra im Dorf Sascheiek mehrere Jahre mit ihr lebte.
Ab 1955 begann er eine Ausbildung an der Filmhochschule WGIK, wo er bei Boris Bibikow Schauspiel studierte. Bereits als Student übernahm er Charakterrollen. 1959 debütierte Leonid Kurawljow in Heute gibt es keinen Feierabend! von Alexander Gordon und Andrei Tarkowski. Kurawljow, der überwiegend in Alltagsfilmen auftrat, verkörperte insbesondere unter dem Regisseur Wassili Schukschin Filmfiguren voller Lebensfreude mit volkstümlichem Humor, so in Von einem, der auszog, die Liebe zu finden (1964) und Euer Sohn und Bruder (1965). In der Gogol-Verfilmung Wij spielte er 1967 die Hauptrolle des Philosophiestudenten Choma Brut. Sein komisches Talent konnte er auch mit der Titelrolle in Giorgi Danelias Laßt das mal Afonja machen (1975) unter Beweis stellen. Zu seinen wichtigen Filmen gehört zudem Tatjana Liosnowas Sozialdrama Wir, die Endunterzeichneten (1981), in dem er neben Irina Murawjowa die Hauptrolle spielte.
Kuraljow war verheiratet und hatte zwei Kinder: Tochter Jekaterina (* 1962) und Sohn Wassili (* 1978). Nach dem Tode seiner Frau Nina Wassiljewna im April 2012 zog er sich aus der Öffentlichkeit zurück. Nina Wassiljewna und Leonid Kurawljow waren 52 Jahre miteinander verheiratet.
Ab Sommer 2021 lebte Kurawljow in einem Moskauer Pflegeheim für Senioren.
Am 5. Januar 2022 wurde er mit der Diagnose einer virusbedingten Lungenentzündung in ein Krankenhaus eingeliefert; später in das nach W. W. Millionschtschikowa benannte erste Moskauer Hospiz verlegt. Die Ärzte diagnostizierten bei dem 85-jährigen Schauspieler eine Demenz gemischten Typs sowie eine zerebrovaskuläre Erkrankung.
Kurawljow starb am 30. Januar 2022 im Alter von 85 Jahren an einem Herzstillstand und wurde am 1. Februar 2022 am Trojekurowo Friedhof neben seiner Frau Nina Wassiljewna beerdigt. Die Trauerfeier fand im engen Familienkreis statt.

## Ehrungen
- 1965: Verdienter Künstler der RSFSR
- 1976: Volkskünstler der RSFSR
- Orden Zeichen der Ehre
- 2012: Verdienstorden für das Vaterland
- Stern auf der Avenue der Stars Wyborg Walk of Fame

## Filmographie (Auswahl)
- 1959: Heute gibt es keinen Feierabend (Сегодня увольнения не будет)
- 1960: Die Fahrt führt nach Le Havre (Мичман Панин)
- 1961: Als die Bäume groß waren (Когда деревья были большими)
- 1962: Die dritte Halbzeit (Третий тайм)
- 1964: Von einem, der auszog, die Liebe zu finden (Живёт такой парень)
- 1964: Eine wahre Geschichte (Непридуманная история)
- 1965: Euer Sohn und Bruder (Ваш сын и брат)
- 1966: Zeit voran! (Время, вперёд!)
- 1966: Die ältere Schwester (Старшая сестра)
- 1967: So ein großer Junge (Такой большой мальчик)
- 1967: Вий (Wij)
- 1968: Das goldene Kalb (Золотой телёнок)
- 1969: Männergespräch (Мужской разговор)
- 1969: Testflug (Неподсуден)
- 1970: Leuchte, mein Stern, leuchte (Гори, гори, моя звезда)
- 1970: Hauptrolle für eine Unbekannte (Начало)
- 1970: Karussell (Карусель)
- 1971: Jungen (Мальчики)
- 1971: Befreiung (Teil 5: Der letzte Sturm) (Освобождение)
- 1973: Die Zwölf Monate (Двенадцать месяцев)
- 1972: Robinson Crusoe (Жизнь и удивительные приключения Робинзона Крузо)
- 1973: Iwan Wassiljewitsch wechselt den Beruf (Иван Васильевич меняет профессию)
- 1973: Siebzehn Augenblicke des Frühlings (Семнадцать мгновений весны)
- 1973 Eta wessjolaja planeta (Эта весёлая планета)
- 1974: Kysch und der Zweiranzenhoch (Кыш и Двапортфеля)
- 1974: Rhapsodie des Nordens (Северная рапсодия)
- 1975: Laßt das mal Afonja machen (Афоня)
- 1975: Das kann doch nicht wahr sein! (Не может быть!)
- 1975: Elefantensolo mit Orchesterbegleitung (Соло для слона с оркестром)
- 1975: Das letzte Opfer (Последняя жертва)
- 1976: Zirkus im Zirkus (Cirkus v cirkuse)
- 1976: Warum eigentlich nicht? (Ау-у!)
- 1976: Trawkas Abenteuer (Приключения Травки)
- 1976: Liebe, Rentner und Benzingeruch (Развлечение для старичков)
- 1977: Inkognito aus St. Petersburg (Инкогнито из Петербурга)
- 1977: Mimino (Мимино)
- 1977: Komische Leute (Смешные люди!)
- 1977: Timur und sein Trupp (Тимур и его команда)
- 1977: Ein Pferd für Igor (Самый красивый конь)
- 1977: Ohne Vater (Безотцовщина)
- 1978: Komische Leute (Смешные люди!)
- 1978: Die schwarze Katze (Место встречи изменить нельзя)
- 1978: Plädoyer für sensible Riesen (Счёт человеческий)
- 1979: Mann, bleib auf dem Teppich! (Суета сует)
- 1980: Kleine Tragödien (Маленькие трагедии)
- 1980: Wir, die Endunterzeichneten (Мы, нижеподписавшиеся)
- 1982: Tolles Geld (Бешеные деньги)
- 1983: Der Waffenschmied vom Ural (Демидовы)
- 1983: Schonet die Männer (Берегите мужчин!)
- 1983: Wir vom Jazz (Мы из джаза)
- 1983: Das Kuckucksei (Не было печали)
- 1984: Hotel Zum kupfernen Engel (Медный ангел)
- 1984: TASS ist ermächtigt zu erklären (ТАСС уполномочен заявить…)
- 1984: Der unsichtbare Mensch (Человек-невидимка)
- 1985: Lebensgefährlich! (Опасно для жизни!)
- 1985: Die Allerschönste (Самая обаятельная и привлекательная)
- 1985: Fünf Minuten Angst (Пять минут страха)
- 1986: Der Linkshänder (Левша)
- 1986: Auf der goldenen Treppe saßen... (На златом крыльце сидели)
- 1986: Sherlock Holmes im 20. Jahrhundert (Приключения Шерлока Холмса и доктора Ватсона: Двадцатый век начинается)
- 1987: Man hat nicht immer Glück (Раз на раз не приходится)
- 1988: Sperrzone (Запретная зона)
- 1989: Es – Von Zaren und Monstern (Оно)
- 1994: Der Meister und Margarita (Мастер и Маргарита)
- 1999: Der Barbier von Sibirien (Сибирский цирюльник)
- 2002: Brigada (Бригада)
- 2005: Türkisches Gambit (Турецкий гамбит)